# Regeringen Sócrates II
Regeringen Sócrates II (portugisiska: XVIII Governo Constitucional de Portugal) var en portugisisk socialistisk regering som tillträdde den 26 oktober 2009 och som avgick den 21 juni 2011.
José Sócrates andra regering var en minoritetsregering som bestod av 17 statsråd.

## Ministrar
| Titel                              | Namn                                | Parti            |
| ---------------------------------- | ----------------------------------- | ---------------- |
| Premiärminister                    | José Sócrates                       | Socialistpartiet |
| Premiärministerns ställföreträdare | Manuel Pedro Cunha da Silva Pereira | Socialistpartiet |
| Utrikesminister                    | Luís Amado                          | Socialistpartiet |
| Finansminister                     | Fernando Teixeira dos Santos        | Oberoende        |
| Försvarsminister                   | Augusto Santos Silva                | Socialistpartiet |
| Inrikesminister                    | Rui Pereira                         | Oberoende        |
| Justitieminister                   | Alberto Martins                     | Socialistpartiet |
| Miljöminister                      | Dulce Álvaro Passo                  | Oberoende        |
| Näringsminister                    | José António Vieira da Silva        | Socialistpartiet |
| Jordbruksminister                  | António Serrano                     | Oberoende        |
| Infrastrukturminister              | António Mendonça                    | Oberoende        |
| Arbetsmarknadsminister             | Helena André                        | Socialistpartiet |
| Socialminister                     | Ana Maria Teodoro Jorge             | Oberoende        |
| Utbildningsminister                | Isabel Alçada                       | Oberoende        |
| Högskole- och forskningsminister   | Mariano Gago                        | Oberoende        |
| Kulturminister                     | Gabriela Canavilhas                 | Socialistpartiet |
| Minister för parlamentsfrågor      | Jorge Lacão                         | Socialistpartiet |

### Fotnoter
1. ↑  ”oktober 2010” (på engelska). Rulers. oktober 2010. http://www.rulers.org/2010-10.html. Läst 26 november 2015.
2. ↑  ”juni 2011” (på engelska). Rulers. juni 2011. http://www.rulers.org/2011-06.html. Läst 26 november 2015.